# Pulaski (Wisconsin)
Pulaski is een plaats (village) in de Amerikaanse staat Wisconsin, en valt bestuurlijk gezien onder Brown County en Oconto County en Shawano County.

## Demografie
Bij de volkstelling in 2000 werd het aantal inwoners vastgesteld op 3060. In 2006 is het aantal inwoners door het United States Census Bureau geschat op 3472, een stijging van 412 (13,5%).

## Geografie
Volgens het United States Census Bureau beslaat de plaats een oppervlakte van 6,6 km², waarvan 6,5 km² land en 0,1 km² water. Pulaski ligt op ongeveer 235 m boven zeeniveau.

## Plaatsen in de nabije omgeving
De onderstaande figuur toont nabijgelegen plaatsen in een straal van 24 km rond Pulaski.